# 北阿伯丁 (英國國會選區)
北阿伯丁（英語：Aberdeen North），英國國會一自治市選區，位於蘇格蘭阿伯丁市北部。選區創設於1885年。
本選區當區議員1918年前屬自由黨，此後除1931至1935年外皆屬工黨人士。2010年大選中工黨的法蘭克·杜蘭以44.4%選票連任成功。